# Copa del Mundo de Atletismo de 2006

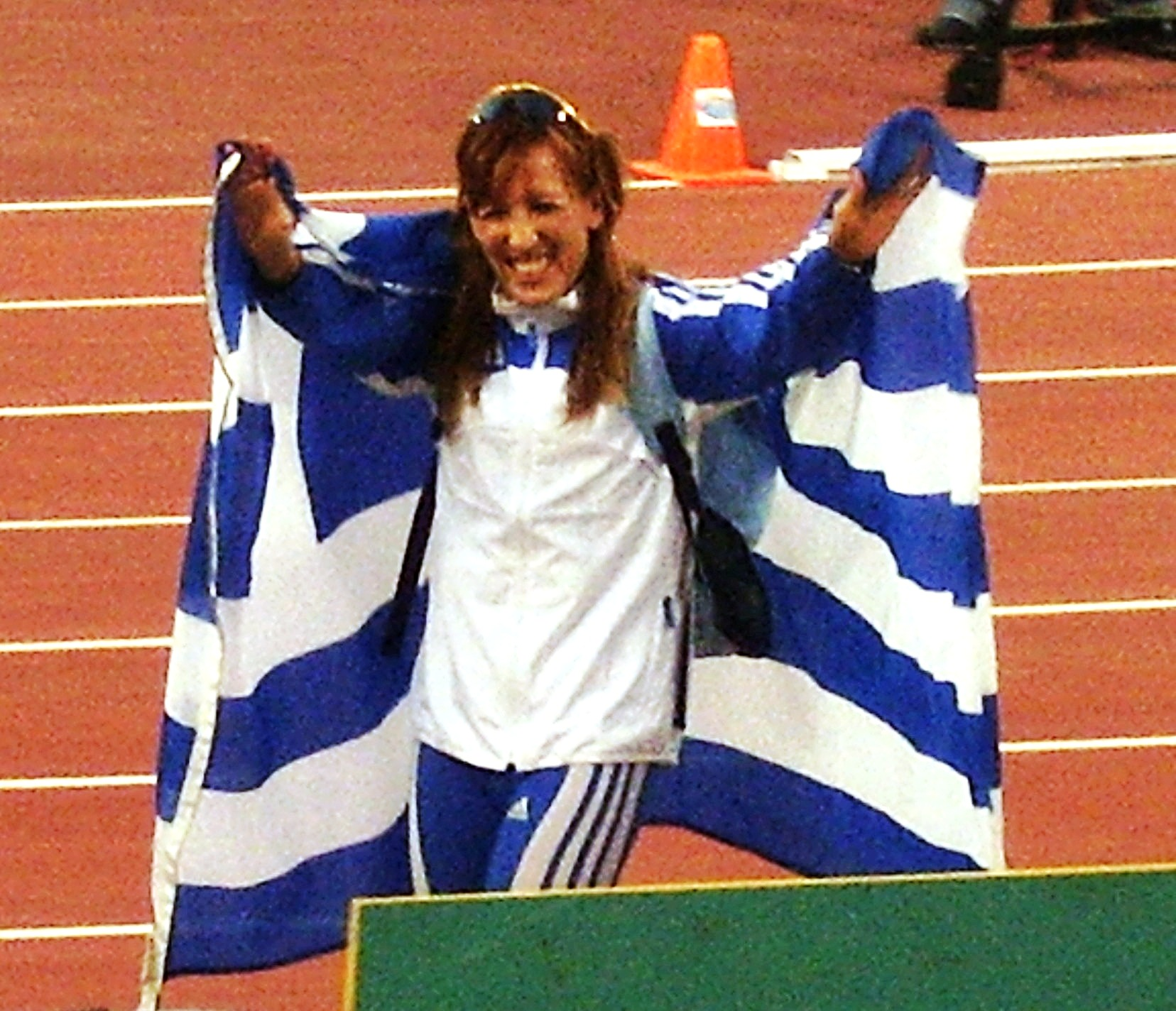
Hrysopiyi Devetzi - Tras su segundo puesto, con 15.04, en la 10ª Copa del Mundo de la IAAF - Atenas

La 10º Copa del Mundo de Atletismo se celebró el 16 y 17 de septiembre de 2006 en Atenas, Grecia.

## Resultados

### 100 m lisos
| Pos. | Team | Competitor        | Result   |
| ---- | ---- | ----------------- | -------- |
| 1    | USA  | Tyson Gay         | 9,88     |
| 2    | EUR  | Francis Obikwelu  | 10,09    |
| 3    | AME  | Marc Burns        | 10,14    |
| 4    | AFR  | Uchenna Emedolu   | 10,14 SB |
| 5    | FRA  | Ronald Pognon     | 10,17    |
| 6    | ASI  | Yaozu Yang        | 10,21 PB |
| 7    | RUS  | Andrey Yepishin   | 10,27    |
| 8    | OCE  | Patrick Johnson   | 10,28    |
| 9    | GRE  | Anastasios Gousis | 10,34    |

| Pos. | Team | Competitor       | Result   |
| ---- | ---- | ---------------- | -------- |
| 1    | AME  | Sherone Simpson  | 10,97    |
| 2    | USA  | Torri Edwards    | 11,19    |
| 3    | AFR  | Vida Anim        | 11,21 SB |
| 4    | EUR  | Kim Gevaert      | 11,24    |
| 5    | RUS  | Yuliya Gushchina | 11,39    |
| 6    | GRE  | Yeoryia Kokloni  | 11,40    |
| 7    | ASI  | Guzel Khubbieva  | 11,43 SB |
| 8    | OCE  | Sally McLellan   | 11,44    |
| 9    | POL  | Daria Onysko     | 11,49    |

### 200 m lisos
| Pos. | Team | Competitor        | Result |
| ---- | ---- | ----------------- | ------ |
| 1    | USA  | Wallace Spearmon  | 19,87  |
| 2    | AME  | Usain Bolt        | 19,96  |
| 3    | ASI  | Shingo Suetsugu   | 20,30  |
| 4    | EUR  | Francis Obikwelu  | 20,36  |
| 5    | OCE  | Patrick Johnson   | 20,52  |
| 6    | GRE  | Anastasios Gousis | 20,69  |
| 7    | RUS  | Ivan Teplykh      | 20,94  |
| 8    | AFR  | Stéphane Buckland | 20,96  |
| 9    | FRA  | Manuel Reynaert   | 21,87  |

| Pos. | Team | Competitor         | Result   |
| ---- | ---- | ------------------ | -------- |
| 1    | USA  | Sanya Richards     | 22,23    |
| 2    | EUR  | Kim Gevaert        | 22,72    |
| 3    | AFR  | Vida Anim          | 22,81 PB |
| 4    | RUS  | Yuliya Gushchina   | 22,96    |
| 5    | POL  | Monika Bejnar      | 23,21    |
| 6    | ASI  | Guzel Khubbieva    | 23,34    |
| 7    | AME  | Cydonie Mothersill | 23,50    |
| 8    | GRE  | Hariklia Bouda     | 23,52    |
| 9    | OCE  | Melanie Kleeberg   | 23,86    |

### 400 m lisos
| Pos. | Team | Competitor           | Result   |
| ---- | ---- | -------------------- | -------- |
| 1    | USA  | LaShawn Merritt      | 44,54    |
| 2    | AFR  | Gary Kikaya          | 44,66    |
| 3    | GRE  | Dimitrios Regas      | 45,11 NR |
| 4    | AME  | Alleyne Francique    | 45,30    |
| 5    | EUR  | Daniel Dabrowski     | 45,61    |
| 6    | RUS  | Vladislav Frolov     | 45,76    |
| 7    | FRA  | Marc Raquil          | 46,26    |
| 8    | OCE  | Clinton Hill         | 46,41    |
| 9    | ASI  | Rohan Pradeep Kumara | 47,35    |

| Pos. | Team | Competitor         | Result   |
| ---- | ---- | ------------------ | -------- |
| 1    | USA  | Sanya Richards     | 48,70 WL |
| 2    | EUR  | Vanja Stambolova   | 50,09    |
| 3    | AME  | Novlene Williams   | 50,24    |
| 4    | RUS  | Tatyana Veshkurova | 50,50    |
| 5    | GRE  | Fani Halkia        | 50,94 SB |
| 6    | AFR  | Amy Mbacke Thiam   | 51,39    |
| 7    | ASI  | Olga Tereshkova    | 52,57    |
| 8    | POL  | Grazyna Prokopek   | 53,29    |
| 9    | OCE  | Rosemary Hayward   | 54,01    |

### 800 m lisos
| Pos. | Team | Competitor             | Result  |
| ---- | ---- | ---------------------- | ------- |
| 1    | ASI  | Youssef Saad Kamel     | 1.44,98 |
| 2    | EUR  | Bram Som               | 1.45,13 |
| 3    | AFR  | Mbulaeni Mulaudzi      | 1.45,14 |
| 4    | AME  | Gary Reed              | 1.45,54 |
| 5    | RUS  | Dmitriy Bogdanov       | 1.46,31 |
| 6    | USA  | Khadevis Robinson      | 1.46,45 |
| 7    | FRA  | Florent Lacasse        | 1.47,30 |
| 8    | OCE  | Jason Stewart          | 1.49,01 |
| 9    | GRE  | Efthimios Papadopoulos | 1.49,45 |

| Pos. | Team | Competitor       | Result  |
| ---- | ---- | ---------------- | ------- |
| 1    | AME  | Zulia Calatayud  | 2.00,06 |
| 2    | AFR  | Janeth Jepkosgei | 2.00,09 |
| 3    | RUS  | Olga Kotlyarova  | 2.00,84 |
| 4    | EUR  | Rebecca Lyne     | 2.00,97 |
| 5    | POL  | Aneta Lemiesz    | 2.01,53 |
| 6    | USA  | Hazel Clark      | 2.01,83 |
| 7    | ASI  | Pinki Parmanik   | 2.03,28 |
| 8    | GRE  | Eleni Filandra   | 2.05,14 |
| 9    | OCE  | Libby Allen      | 2.07,31 |

### 1500 m lisos
| Pos. | Team | Competitor                  | Result  |
| ---- | ---- | --------------------------- | ------- |
| 1    | AFR  | Alex Kipchirchir            | 3.52,60 |
| 2    | EUR  | Ivan Heshko                 | 3.53,33 |
| 3    | OCE  | Nicholas Willis             | 3.54,76 |
| 4    | USA  | Gabriel Jennings            | 3.55,09 |
| 5    | RUS  | Ramil Aritkulov             | 3.55,11 |
| 6    | AME  | Nathan Brannen              | 3.55,16 |
| 7    | ASI  | Abdulrahman Suleiman        | 3.55,67 |
| 8    | FRA  | Mahiedine Mekhissi-Benabbad | 3.55,89 |
| 9    | GRE  | Panayiotis Ikonomou         | 3.59,00 |

| Pos. | Team | Competitor           | Result  |
| ---- | ---- | -------------------- | ------- |
| 1    | ASI  | Maryam Yusuf Jamal   | 4.00,84 |
| 2    | RUS  | Tatyana Tomashova    | 4.02,45 |
| 3    | OCE  | Sarah Jamieson       | 4.02,82 |
| 4    | EUR  | Daniela Yordanova    | 4.02,97 |
| 5    | POL  | Lidia Chojecka       | 4.06,52 |
| 6    | AME  | Carmen Douma-Hussar  | 4.07,36 |
| 7    | AFR  | Nouria Mérah-Benida  | 4.10,25 |
| 8    | USA  | Treniere Clement     | 4.13,55 |
| 9    | GRE  | Kalliopi Astropekaki | 4.40,68 |

### 3000 m lisos
| Pos. | Team | Competitor          | Result     |
| ---- | ---- | ------------------- | ---------- |
| 1    | OCE  | Craig Mottram       | 7.32,19 CR |
| 2    | AFR  | Kenenisa Bekele     | 7.36,25    |
| 3    | FRA  | Driss Maazouzi      | 7.47,80 SB |
| 4    | AME  | Kevin Sullivan      | 7.47,99    |
| 5    | USA  | Adam Goucher        | 7.48,15    |
| 6    | EUR  | Jesús España        | 7.50,09    |
| 7    | RUS  | Sergey Ivanov       | 7.52,80    |
| 8    | ASI  | Tareq Mubarak Taher | 8.03,70    |
| 9    | GRE  | Anastasios Fraggos  | 8.17,30    |

| Pos. | Team | Competitor       | Result     |
| ---- | ---- | ---------------- | ---------- |
| 1    | AFR  | Tirunesh Dibaba  | 8.33,78 CR |
| 2    | POL  | Lidia Chojecka   | 8.39,69    |
| 3    | USA  | Kara Goucher     | 8.41,42 PB |
| 4    | OCE  | Eloise Wellings  | 8.41,78 PB |
| 5    | ASI  | Kayoko Fukushi   | 8.44,58 SB |
| 6    | EUR  | Krisztina Papp   | 8.51,15    |
| 7    | RUS  | Yuliya Chizhenko | 8.59,67 SB |
| 8    | GRE  | Maria Protopappa | 9.00,15 SB |
| 9    | AME  | Megan Metcalfe   | 9.04,90    |

### 5000 m lisos
| Pos. | Team | Competitor             | Result   |
| ---- | ---- | ---------------------- | -------- |
| 1    | ASI  | Saif Saaeed Shaheen    | 13.35,30 |
| 2    | AFR  | Mike Kipruto Kigen     | 13.36,19 |
| 3    | USA  | Matthew Tegenkamp      | 13.36,83 |
| 4    | EUR  | Jan Fitschen           | 13.45,38 |
| 5    | AME  | Marilson dos Santos    | 13.47,15 |
| 6    | FRA  | Khalid Zoubaa          | 13.49,44 |
| 7    | RUS  | Sergey Ivanov          | 13.50,16 |
| 8    | OCE  | Adrian Blincoe         | 14.03,29 |
| 9    | GRE  | Padeleimon Savvopoulos | 14.26,62 |

| Pos. | Team | Competitor          | Result      |
| ---- | ---- | ------------------- | ----------- |
| 1    | AFR  | Meseret Defar       | 14.39,11 CR |
| 2    | RUS  | Liliya Shobukhova   | 15.05,33    |
| 3    | ASI  | Kayoko Fukushi      | 15.06,69    |
| 4    | OCE  | Kimberley Smith     | 15.12,15    |
| 5    | USA  | Lauren Fleshman     | 15.17,65    |
| 6    | EUR  | Sabrina Mockenhaupt | 15.34,61    |
| 7    | GRE  | Maria Protopappa    | 15.49,50    |
| 8    | POL  | Katarzyna Kowalska  | 16.18,35    |
| 9    | AME  | Peres Lucélia       | 16.23,72    |

### 3000 m obstáculos
| Pos. | Team | Competitor               | Result     |
| ---- | ---- | ------------------------ | ---------- |
| 1    | ASI  | Saif Saaeed Shaheen      | 8.19,09 CR |
| 2    | AFR  | Paul Kipsiele Koech      | 8.19,37    |
| 3    | FRA  | Bouabdallah Tahri        | 8.29,06    |
| 4    | EUR  | Jukka Keskisalo          | 8.29,42    |
| 5    | OCE  | Youcef Abdi              | 8.36,13    |
| 6    | RUS  | Pavel Potapovich         | 8.38,95    |
| 7    | USA  | Steve Slattery           | 8.43,15    |
| 8    | AME  | Fernando Alex Fernandes  | 8.51,33    |
| 9    | GRE  | Arbedo-Alexandros Litsis | 9.10,83    |

| Pos. | Team | Competitor                | Result   |
| ---- | ---- | ------------------------- | -------- |
| 1    | EUR  | Alesia Turava             | 9.29,10  |
| 2    | AFR  | Jeruto Kiptum             | 9.31,44  |
| 3    | POL  | Wioletta Janowska         | 9.35,08  |
| 4    | OCE  | Victoria Mitchell         | 9.36,34  |
| 5    | RUS  | Tatyana Petrova Arkhipova | 9.36,50  |
| 6    | AME  | Korene Hinds              | 9.47,86  |
| 7    | USA  | Lisa Galaviz              | 9.49,32  |
| 8    | ASI  | Minori Hayakari           | 9.49,49  |
| 9    | GRE  | Irini Kokkinariou         | 10.35,78 |

### 100/110 m vallas
| Pos. | Team | Competitor          | Result   |
| ---- | ---- | ------------------- | -------- |
| 1    | USA  | Allen Johnson       | 12,96 CR |
| 2    | ASI  | Liu Xiang           | 13,03    |
| 3    | AME  | Dayron Robles       | 13,06    |
| 4    | EUR  | Staņislavs Olijars  | 13,15 SB |
| 5    | FRA  | Cédric Lavanne      | 13,56    |
| 6    | RUS  | Igor Peremota       | 13,57    |
| 7    | OCE  | James Mortimer      | 13,94    |
| 8    | GRE  | Theopistos Mavridis | 13,96    |
| 9    | AFR  | Aymen Ben Ahmed     | 14,08    |

| Pos. | Team | Competitor             | Result   |
| ---- | ---- | ---------------------- | -------- |
| 1    | AME  | Brigitte Foster-Hylton | 12,67    |
| 2    | EUR  | Susanna Kallur         | 12,77    |
| 3    | USA  | Virginia Powell        | 12,90    |
| 4    | OCE  | Sally McLellan         | 12,95 PB |
| 5    | POL  | Aurelia Trywianska     | 12,97    |
| 6    | RUS  | Aleksandra Antonova    | 13,12    |
| 7    | GRE  | Flora Redoumi          | 13,23    |
| 8    | AFR  | Toyin Augustus         | 13,27    |
| 9    | ASI  | Feng Yun               | 13,32    |

### 400 m vallas
| Pos. | Team | Competitor           | Result |
| ---- | ---- | -------------------- | ------ |
| 1    | USA  | Kerron Clement       | 48,12  |
| 2    | AFR  | L. J. van Zyl        | 48,35  |
| 3    | EUR  | Marek Plawgo         | 48,76  |
| 4    | AME  | Kemel Thompson       | 48,80  |
| 5    | FRA  | Naman Keïta          | 49,53  |
| 6    | RUS  | Aleksandr Derevjagin | 49,83  |
| 7    | OCE  | Tristan Thomas       | 50,00  |
| 8    | GRE  | Minas Alozidis       | 51,12  |
| 9    | ASI  | Yevgeniy Meleshenko  | 51,55  |

| Pos. | Team | Competitor                 | Result   |
| ---- | ---- | -------------------------- | -------- |
| 1    | RUS  | Yuliya Nosova              | 53,88    |
| 2    | USA  | Lashinda Demus             | 54,06    |
| 3    | POL  | Anna Jesień                | 54,48 SB |
| 4    | EUR  | Tetiana Tereschuk-Antipova | 54,55    |
| 5    | AME  | Daimí Pernía               | 54,60 SB |
| 6    | ASI  | Xiaoxiao Huang             | 55,06 SB |
| 7    | AFR  | Janet Wienand              | 56,31    |
| 8    | GRE  | Hristina Hantzi-Neag       | 56,35 SB |
| 9    | OCE  | Lauren Boden               | 58,22    |

### Salto de altura
| Pos. | Team | Competitor         | Result |
| ---- | ---- | ------------------ | ------ |
| 1    | EUR  | Tomáš Janku        | 228    |
| 2    | RUS  | Andréi Silnov      | 224    |
| 3    | USA  | Tora Harris        | 224    |
| 4    | AFR  | Kabelo Kgosiemang  | 220    |
| 5    | GRE  | Dimitrios Sirrakos | 220    |
| 6    | AME  | Jessé de Lima      | 215    |
| 7    | FRA  | Mustapha Raifak    | 210    |
| 8    | OCE  | Liam Zamel-Paez    | 205    |
|      | ASI  | Haiqiang Huang     | DNS    |

| Pos. | Team | Competitor           | Result |
| ---- | ---- | -------------------- | ------ |
| 1    | RUS  | Jelena Slesarenko    | 197    |
| 2    | EUR  | Tia Hellebaut        | 197    |
| 3    | ASI  | Marina Aitova        | 194 PB |
| 3    | USA  | Amy Acuff            | 194    |
| 5    | AME  | Nicole Forrester     | 194 PB |
| 6    | POL  | Anna Ksok            | 187    |
| 7    | GRE  | Persefoni Hatzinakou | 183    |
| 7    | AFR  | Rene van der Merwe   | 183    |
| 9    | OCE  | Angela McKee         | 179    |

### Salto con pértiga
| Pos. | Team | Competitor          | Result |
| ---- | ---- | ------------------- | ------ |
| 1    | OCE  | Steven Hooker       | 580    |
| 2    | ASI  | Daichi Sawano       | 570    |
| 3    | AME  | Germán Chiaraviglio | 570    |
| 4    | FRA  | Romain Mesnil       | 560    |
| 5    | USA  | Russ Buller         | 550    |
| 6    | AFR  | Okkert Brits        | 550    |
| 7    | EUR  | Aleksandr Averbukh  | 550    |
| 8    | GRE  | Stavros Kouroupakis | 540    |
| 9    | RUS  | Dmitry Starodubtsev | 520    |

| Pos. | Team | Competitor          | Result |
| ---- | ---- | ------------------- | ------ |
| 1    | RUS  | Yelena Isinbáyeva   | 460 CR |
| 2    | AME  | Fabiana Murer       | 455    |
| 3    | ASI  | Shuying Gao         | 450 SB |
| 4    | EUR  | Martina Strutz      | 440    |
| 5    | POL  | Monika Pyrek        | 430    |
| 6    | GRE  | Afroditi Skafida    | 415    |
| 7    | AFR  | Syrine Balti        | 400    |
|      | USA  | Jennifer Stuczynski | NM     |
|      | OCE  | Kym Howe            | NM     |

### Salto de longitud
| Pos. | Team | Competitor                   | Result |
| ---- | ---- | ---------------------------- | ------ |
| 1    | AME  | Irving Saladino              | 826    |
| 2    | EUR  | Andrew Howe                  | 812    |
| 3    | ASI  | Mohammed Salman Al Khuwalidi | 811    |
| 4    | AFR  | Ignisious Gaisah             | 809    |
| 5    | FRA  | Salim Sdiri                  | 803    |
| 6    | USA  | Brian Johnson                | 788    |
| 7    | RUS  | Ruslan Gataullin             | 764    |
| 8    | OCE  | Fabrice Lapierre             | 758    |
|      | GRE  | Louis Tsatoumas              | NM     |

| Pos. | Team | Competitor             | Result |
| ---- | ---- | ---------------------- | ------ |
| 1    | RUS  | Lyudmila Kolchanova    | 678    |
| 2    | EUR  | Naide Gomes            | 668    |
| 3    | GRE  | Hrysopiyi Devetzi      | 664    |
| 4    | OCE  | Bronwyn Thompson       | 663    |
| 5    | POL  | Malgorzata Trybanska   | 641    |
| 6    | USA  | Rose Richmond          | 638    |
| 7    | AME  | Keila Costa            | 633    |
| 8    | ASI  | Olga Rypakova          | 621    |
| 9    | AFR  | Joséphine Mbarga-Bikié | 587    |

### Triple Salto
| Pos. | Team | Competitor             | Result |
| ---- | ---- | ---------------------- | ------ |
| 1    | USA  | Walter Davis           | 17,54  |
| 2    | AME  | Jadel Gregório         | 17,41  |
| 3    | EUR  | Marian Oprea           | 17,05  |
| 4    | ASI  | Yanxi Li               | 16,87  |
| 5    | RUS  | Danil Burkenya         | 16,84  |
| 6    | AFR  | Tarik Bougtaïb         | 16,57  |
| 7    | FRA  | Julien Kapek           | 16,56  |
| 8    | OCE  | Alwyn Jones            | 16,42  |
|      | GRE  | Konstadinos Zalaggitis | NM     |

| Pos. | Team | Competitor           | Result |
| ---- | ---- | -------------------- | ------ |
| 1    | RUS  | Tatyana Lebedeva     | 15,13  |
| 2    | GRE  | Hrysopiyi Devetzi    | 15,04  |
| 3    | AFR  | Yamilé Aldama        | 14,78  |
| 4    | AME  | Trecia Smith         | 14,64  |
| 5    | ASI  | Anastasiya Juravleva | 14,54  |
| 6    | EUR  | Olha Saladuha        | 14,16  |
| 7    | USA  | Shani Marks          | 13,79  |
| 8    | POL  | Aleksandra Fila      | 13,34  |
| 9    | OCE  | Linda Allen          | 12,95  |

### Lanzamiento de peso
| Pos. | Team | Competitor             | Result |
| ---- | ---- | ---------------------- | ------ |
| 1    | EUR  | Ralf Bartels           | 20,67  |
| 2    | USA  | Reese Hoffa            | 20,60  |
| 3    | RUS  | Pavel Sofin            | 20,45  |
| 4    | OCE  | Scott Martin           | 20,25  |
| 5    | AME  | Dorian Scott           | 20,21  |
| 6    | FRA  | Gaëtan Bucki           | 19,40  |
| 7    | ASI  | Navpreet Singh         | 18,43  |
| 8    | AFR  | Yasser Ibrahim Farag   | 18,23  |
| 9    | GRE  | Andreas Anastasopoulos | 17,06  |

| Pos. | Team | Competitor         | Result   |
| ---- | ---- | ------------------ | -------- |
| 1    | OCE  | Valerie Vili       | 19,87    |
| 2    | RUS  | Olga Ryabinkina    | 19,54 SB |
| 3    | AME  | Yumileidi Cumbá    | 19,12    |
| 4    | EUR  | Natallia Khoroneko | 19,06    |
| 5    | ASI  | Li Ling            | 19,05 PB |
| 6    | USA  | Jillian Camarena   | 18,43    |
| 7    | POL  | Krystyna Zabawska  | 17,74    |
| 8    | AFR  | Vivian Chukwuemeka | 17,72    |
| 9    | GRE  | Irini Terzoglou    | 16,32    |

### Lanzamiento de disco
| Pos. | Team | Competitor            | Result   |
| ---- | ---- | --------------------- | -------- |
| 1    | EUR  | Virgilijus Alekna     | 67,19    |
| 2    | ASI  | Ehsan Hadadi          | 62,60 PB |
| 3    | USA  | Ian Waltz             | 62,12    |
| 4    | AFR  | Omar Ahmed El Ghazaly | 61,50    |
| 5    | OCE  | Scott Martin          | 60,93    |
| 6    | FRA  | Jean-Claude Retel     | 58,18    |
| 7    | RUS  | Bogdan Pishchalnikov  | 58,17    |
| 8    | GRE  | Stefanos Konstas      | 58,17    |
| 9    | AME  | Jason Tunks           | 56,92    |

| Pos. | Team | Competitor           | Result |
| ---- | ---- | -------------------- | ------ |
| 1    | EUR  | Franka Dietzsch      | 66,07  |
| 2    | USA  | Aretha Thurmond      | 61,83  |
| 3    | ASI  | Aimin Song           | 61,47  |
| 4    | RUS  | Darya Pishchalnikova | 61,39  |
| 5    | POL  | Wioletta Potepa      | 60,82  |
| 6    | OCE  | Dani Samuels         | 59,68  |
| 7    | AME  | Yania Ferrales       | 58,93  |
| 8    | AFR  | Elizna Naude         | 56,11  |
| 9    | GRE  | Areti Abatzi         | 53,66  |

### Lanzamiento de martillo
| Pos. | Team | Competitor               | Result   |
| ---- | ---- | ------------------------ | -------- |
| 1    | ASI  | Koji Murofushi           | 82,01 SB |
| 2    | EUR  | Ivan Tikhon              | 80,00    |
| 3    | RUS  | Ilya Konovalov           | 77,14    |
| 4    | USA  | Alfred Kruger            | 75,53    |
| 5    | GRE  | Alexandros Papadimitriou | 74,13    |
| 6    | AME  | James Steacy             | 74,04    |
| 7    | AFR  | Chris Harmse             | 73,94    |
| 8    | OCE  | Stuart Rendell           | 71,99    |
| 9    | FRA  | Christophe Épalle        | 71,43    |

| Pos. | Team | Competitor             | Result   |
| ---- | ---- | ---------------------- | -------- |
| 1    | POL  | Kamila Skolimowska     | 75,29 CR |
| 2    | RUS  | Tatyana Lysenko        | 74,44    |
| 3    | AME  | Yipsi Moreno           | 73,99    |
| 4    | ASI  | Wenxiu Zhang           | 71,19    |
| 5    | EUR  | Maryia Smaliachkova    | 68,93    |
| 6    | USA  | Erin Gilreath          | 67,39    |
| 7    | OCE  | Brooke Krueger-Billett | 65,92    |
| 8    | GRE  | Alexandra Papayeoryiou | 65,22    |
| 9    | AFR  | Marwa Hussein          | 60,23    |

### Lanzamiento de jabalina
| Pos. | Team | Competitor          | Result   |
| ---- | ---- | ------------------- | -------- |
| 1    | EUR  | Andreas Thorkildsen | 87,17    |
| 2    | AFR  | Gerhardus Pienaar   | 83,62    |
| 3    | RUS  | Aleksandr Ivanov    | 81,87    |
| 4    | ASI  | Chen Qi             | 79,20    |
| 5    | GRE  | Yeoryios Iltsios    | 75,74    |
| 6    | OCE  | Stuart Farquhar     | 74,55    |
| 7    | USA  | Rob Minnitti        | 73,40    |
| 8    | FRA  | Bérenger Demerval   | 67,68    |
| 9    | AME  | Robinson Pratt      | 29,02 PB |

| Pos. | Team | Competitor        | Result |
| ---- | ---- | ----------------- | ------ |
| 1    | EUR  | Steffi Nerius     | 63,37  |
| 2    | AME  | Sonia Bisset      | 61,74  |
| 3    | AFR  | Justine Robbeson  | 61,38  |
| 4    | POL  | Barbara Madejczyk | 59,63  |
| 5    | OCE  | Kimberley Mickle  | 58,52  |
| 6    | GRE  | Savva Lika        | 58,36  |
| 7    | RUS  | Lada Chernova     | 58,29  |
| 8    | USA  | Kim Kreiner       | 54,34  |
| 9    | ASI  | Ning Ma           | 52,54  |

### 4 × 100 m
| Pos. | Team | Competitor                                                                  | Result   |
| ---- | ---- | --------------------------------------------------------------------------- | -------- |
| 1    | USA  | Kaaron Conwright, Wallace Spearmon, Tyson Gay, Jason Smoots                 | 37,59 CR |
| 2    | EUR  | Dwain Chambers, Dwayne Grant, Marlon Devonish, Mark Lewis-Francis           | 38,45 PB |
| 3    | ASI  | Naoki Tsukahara, Shingo Suetsugu, Shinji Takahira, Shigeyuki Kojima         | 38,51 PB |
| 4    | RUS  | Maksim Mokrousov, Mikhail Yegorychev, Roman Smirnov, Andrey Yepishin        | 38,78 SB |
| 5    | AFR  | Adetoyi Durotoye, Uchenna Emedolu, Stéphane Buckland, Eric Nkansah          | 38,87 SB |
| 6    | OCE  | Daniel Batman, Patrick Johnson, Ambrose Ezenwa, Aaron Rouge-Serret          | 39,48 SB |
| 7    | FRA  | Oudère Kankarafou, Dimitri Demoniere, Fabrice Calligny, Issa-Aimé Nthépé    | 39,67    |
| 8    | GRE  | Ioannis Politis, Andreas Karayiannis, Aristidis Petridis, Panayiotis Sarris | 39,84    |
|      | AME  | Dwight Thomas, Marc Burns, Christopher Williams, Asafa Powell               | DNF      |

| Pos. | Team | Competitor                                                                 | Result   |
| ---- | ---- | -------------------------------------------------------------------------- | -------- |
| 1    | AME  | Aleen Bailey, Debbie Ferguson, Cydonie Mothersill, Sherone Simpson         | 42,26 WL |
| 2    | RUS  | Yuliya Gushchina, Natalya Rusakova, Irina Khabarova, Yekaterina Grigoryeva | 42,36 SB |
| 3    | AFR  | Francisca Idoko, Endurance Ojokolo, Esther Dankwah, Vida Anim              | 43,61 SB |
| 4    | POL  | Ewelina Klocek, Daria Onysko, Dorota Dydo, Beata Szkudlarz                 | 43,91 SB |
| 5    | OCE  | Preya Carey, Sally McLellan, Melanie Kleeberg, Fiona Cullen                | 44,26 SB |
| 6    | ASI  | Sangwan Jaksunin, Oranut Klomdee, Jutamass Thavoncharoen, Nongnuch Sanrat  | 44,27 SB |
| 7    | GRE  | Hariklia Bouda, Zoi Nerantzidou, Eleftheria Kobidou, Yeoryia Kokloni       | 44,29    |
| 8    | EUR  | Anyika Onuora, Emma Ania, Emily Freeman, Joice Maduaka                     | 47,61 SB |
|      | USA  | Wyllesheia Myrick, Stephanie Durst, Me'Lisa Barber, Torri Edwards          | DQ       |

### 4 × 400 m
| Pos. | Team | Competitor                                                                             | Result     |
| ---- | ---- | -------------------------------------------------------------------------------------- | ---------- |
| 1    | USA  | Jamel Ashley, Derrick Brew, LaShawn Merritt, Darold Williamson                         | 3.00,11    |
| 2    | AME  | Christopher Brown, Michael Blackwood, Carlos Santa, Alleyne Francique                  | 3.00,14 SB |
| 3    | AFR  | Paul Gorries, Gary Kikaya, Young Talkmore Nyongani, Malik Louahla                      | 3.00,88 PB |
| 4    | FRA  | Brice Panel, Leslie Djhone, Naman Keita, Marc Raquil                                   | 3.03,85    |
| 5    | EUR  | Rafal Wieruszewski, Kamghe Gaba, Daniel Dabrowski, Andrea Barberi                      | 3.03,90 PB |
| 6    | RUS  | Dmitriy Petrov, Vladislav Frolov, Aleksandr Derevyagin, Yevgeniy Lebedev               | 3.04,15    |
| 7    | ASI  | Prasanna Sampath Amarasekara, Yuzo Kanemaru, Hamed Hamadan Al-Bishi, Mohammed Al Salhi | 3.04,67 SB |
| 8    | OCE  | Tristan Thomas, Daniel Batman, Clinton Hill, Sean Wroe                                 | 3.05,54 SB |
| 9    | GRE  | Stilianos Dimotsios, Padeleimon Melahrinoudis, Yeoryios Doupis, Dimitrios Regas        | 3.09,68    |

| Pos. | Team | Competitor                                                                       | Result     |
| ---- | ---- | -------------------------------------------------------------------------------- | ---------- |
| 1    | AME  | Shericka Williams, Tonique Williams-Darling, Christine Amertil, Novlene Williams | 3.19,84 WL |
| 2    | USA  | DeeDee Trotter, Monique Henderson, Moushaumi Robinson, Lashinda Demus            | 3.20,69 SB |
| 3    | RUS  | Svetlana Pospelova, Olga Kotlyarova, Yulia Nosova, Tatyana Veshkurova            | 3.21,21 SB |
| 4    | EUR  | Mariyana Dimitrova, Nataliya Pyhyda, Ilona Usovich, Vania Stambolova             | 3.22,35 PB |
| 5    | POL  | Grazyna Prokopek, Monika Bejnar, Aneta Lemiesz, Anna Jesień                      | 3.27,22    |
| 6    | AFR  | Amy Mbacke Thiam, Louise Ayétotché, Amantle Montsho, Christy Ekpukhon            | 3.27,65 SB |
| 7    | GRE  | Hristina Hantzi-Neag, Stiliani Dimoglou, Alena-Maria Padi, Dimitra Dova          | 3.35,79    |
| 8    | OCE  | Rosemary Hayward, Caitlin Willis, Angeline Blackburn, Rebecca Irwin              | 3.36,36 SB |
| 9    | ASI  | Asami Tanno, Chitra K. Soman, Sathi Geetha, Manjeet Kaur                         | 3.38,85 SB |

## Clasificación
| Pos. | Team           | Result |
| ---- | -------------- | ------ |
| 1    | Europa         | 140    |
| 2    | Estados Unidos | 136    |
| 3    | África         | 116    |
| 4    | Asia           | 110    |
| 5    | América        | 104    |
| 6    | Rusia          | 89     |
| 7    | Francia        | 79     |
| 8    | Oceanía        | 78     |
| 9    | Grecia         | 44     |

| Pos. | Team           | Result |
| ---- | -------------- | ------ |
| 1    | Rusia          | 137    |
| 2    | Europa         | 128    |
| 3    | América        | 117    |
| 4    | Estados Unidos | 101,5  |
| 5    | Polonia        | 97     |
| 6    | África         | 96,5   |
| 7    | Asia           | 85,5   |
| 8    | Oceanía        | 73     |
| 9    | Grecia         | 60,5   |

- Datos: Q264769
- Multimedia: 2006 IAAF World Cup / Q264769